# Casa-fàbrica Rogent-Lloberas
La casa-fàbrica Rogent-Lloberas és un edifici situat al carrer de la Reina Amàlia, 3 del Raval de Barcelona, catalogat com a bé amb elements d'interès (categoria C) arran de la Modificació del Pla Especial de Protecció del Patrimoni Arquitectònic Històric-Artístic al Districte de Ciutat Vella, per a incorporar el Patrimoni Industrial del Raval (2018).

## Història
El 1802, el teixidor de llana Joaquim Lloberas va adquirir al sastre Josep Granàsias i al fuster Jaume Mascaró la casa del carrer de les Carretes, 10 per 2.400 lliures, que l'any següent va fer reformar amb la remunta d'un tercer pis segons el projecte del mestre de cases Josep Sagarra, i novament el 1821 per a obrir-hi un balcó. A la seva mort, la propietat fou heretada pel seu fill Francesc Lloberas i Gelpí (1786-1853), que el 1839 va demanar permís per a reformar la porta principal.

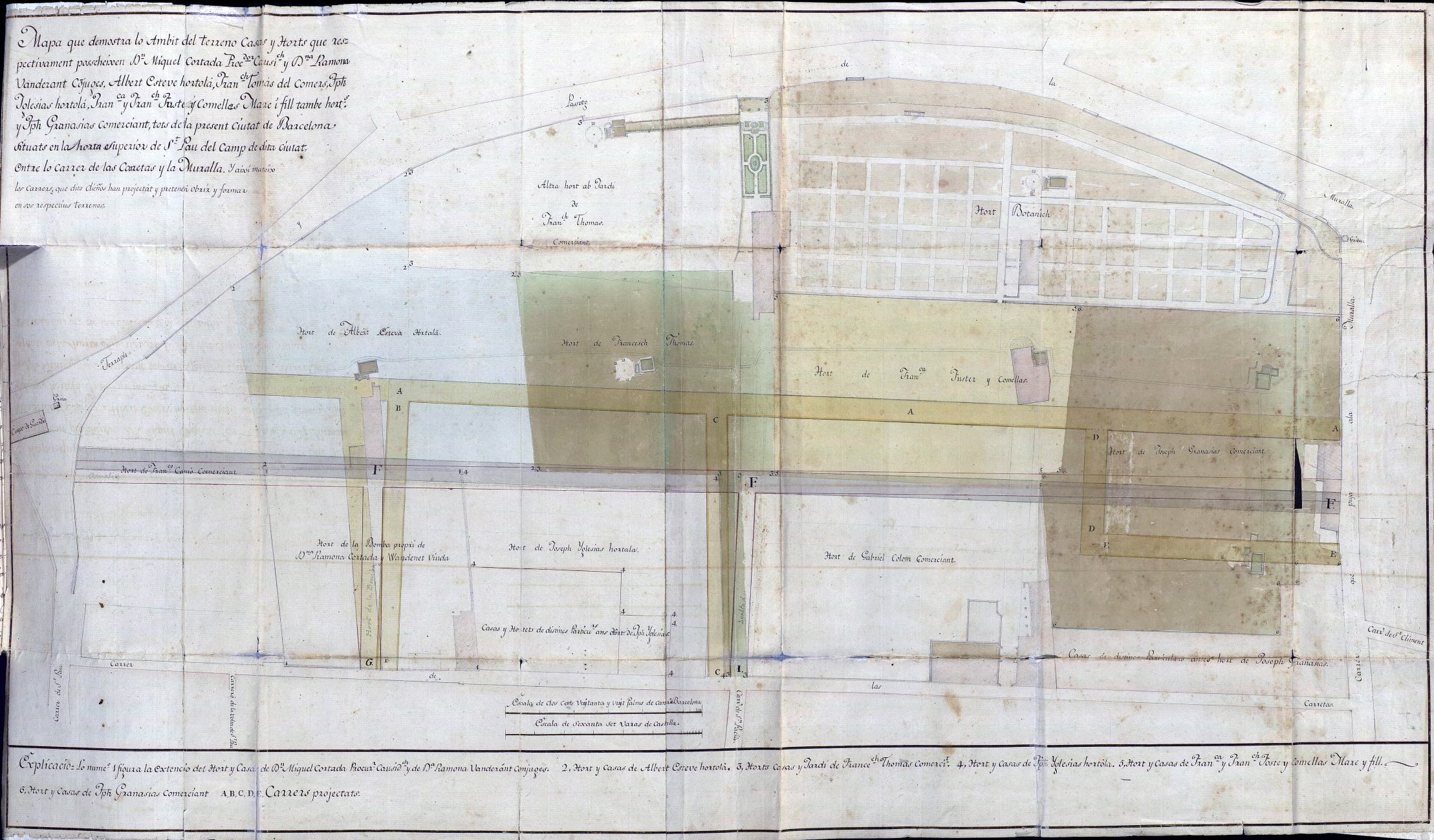
Projecte d'obertura dels carrers de la Reina Amàlia, Lleialtat i Hort de la Bomba (1807)

Plànol dels horts de Francesc Fusté i del Marquès de Castellbell (abans de Josep Granàsias)

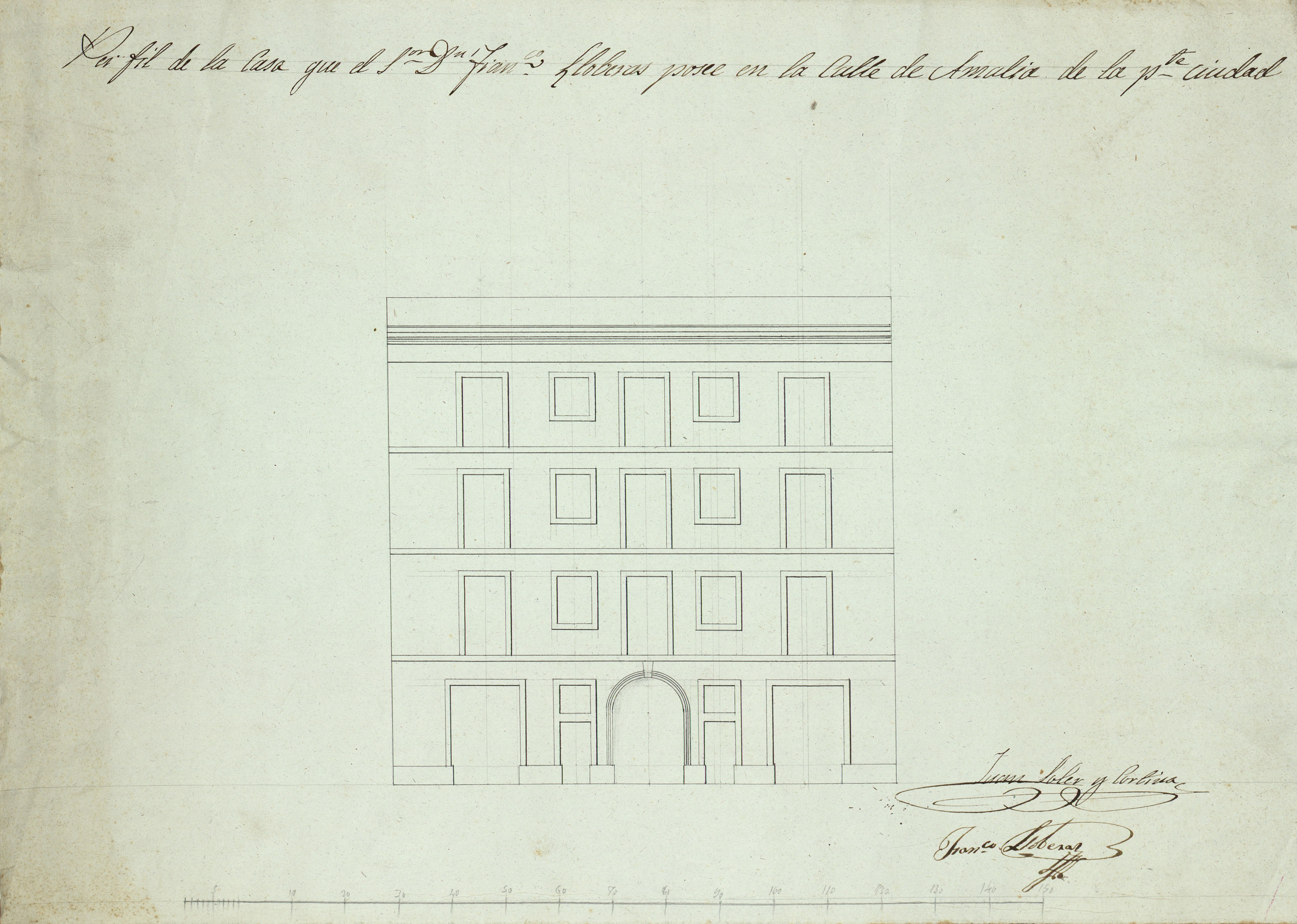
Façana de la casa-fàbrica de Francesc Lloberas al carrer de la Reina Amàlia (1846)

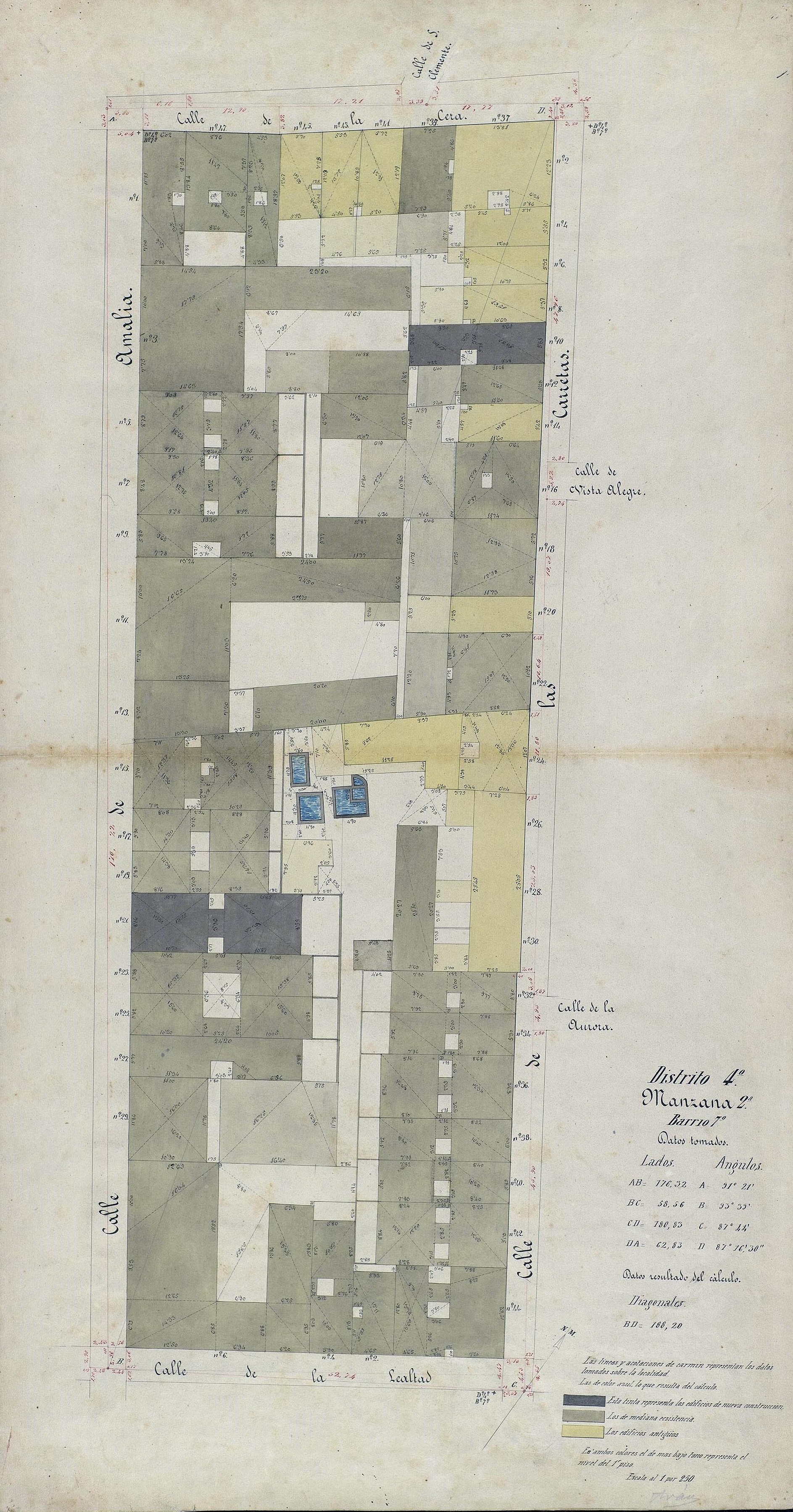
Quarteró núm. 103 de Garriga i Roca (c. 1860

El 1818, Manuel Gaietà d'Amat i de Peguera, marquès de Castellbell, va adquirir a Granàsias l'anomenat «hort pintat» a l'Horta superior de Sant Pau del Camp, i el 1833, el seu fill Gaietà Maria d'Amat i d'Amat, marquès de Castellmeià, en representació seva, el va establir en emfiteusi al passant de procurador causídic Gaietà Roquer i Rovira (†1865). Poc després, l'agost del mateix any, l'hortolà Francesc d'Assís Fusté i Comellas va establir en emfiteusi un hort contigu al fabricant d'indianes Joan Calafell i Altabàs. Aquestes propietats estaven afectades per l'obertura del nou carrer de la Reina Amàlia, i a finals d'any, Roquer va cedir-ne la part de ponent a Calafell a canvi de la quantitat de 10.000 lliures, que fou l'entrada de l'establiment.
El 1838, Roquer va establir-ne en emfiteusi una parcel·la al fabricant de filats de cotó Bonaventura Rogent, que tot seguit va demanar permís per a construir-hi una casa-fàbrica de planta baixa, dos pisos i golfes, segons el projecte del mestre d'obres Jaume Feliu i Castelló. A l'obra hi intervengueren el mestre de cases Jacint Torner, el fuster Gaietà Roldós, el manyà Pere Casanovas, el pintor Joan Folch i el vidrier de llum Francesc Fatjó.
Rogent va fer fallida i el 1845, la propietat va ser adquirida pel Francesc Lloberas, que tot seguit, va encarregar-ne la reforma i ampliació al mestre d'obres Joan Soler i Cortina. Aquest hi va remuntar un pis i va cobrar poc més de 7.000 lliures per les obres. El 1846, Lloberas va presentar una sol·licitud per a legalitzar la màquina de vapor, amb plànols signats pel mateix autor.
Segons les «Estadístiques» de Graells (1850), hi havia la fàbrica de teixits i targetes perforades de Sagarra i Poudevida, equipada amb 12 telers compostos, 52 Jacquards i 192 operaris. El 1863, la fàbrica de teixits de Poudevida i Castelló i el taller de construcció de maquinària de Valls germans: «Carretas, 10, Fábrica de tejidos de Poudevida y Castelló. Fábrica de tejidos de estambre, lana y algodon. Pañelería de lana, y de algodon y lana. Chaquelería de lana, y de algodon y lana. Espediciones á todas partes. Amalia, 3, Taller de construcción de máquinas y de vapor. Prensas; ruedas y turbinas hidráulicas y bombas de todas clases. Señores Valls hermanos.»
El 1870, per l'impagament d'un préstec demanat per la vídua Francesca Vidal i Escaix (1782-1870) i el seu fill Joaquim Lloberas i Vidal per a pagar la llegítima de Joaquima Lloberas i Vidal, es van treure a subhasta la casa-fàbrica i la casa del carrer de les Carretes, que foren adquirides per Joan Faya i Gallart.
Actualment, la planta baixa i les «quadres» de l'interior d'illa estan ocupades per l'Associació Cultural Ateneu del Raval, essent la resta destinant a habitatges.